# Arki
Arki er en lille græsk ø beliggende få kilometer nord for øen Lipsi i øgruppen Dodekaneserne.
Øen har ingen lufthavn, så man skal sejle til øen, enten med bilfærge fra Patmos eller Leros.